# 그리스 야구 리그
그리스 야구 리그(Greek Baseball League)는 그리스의 프로 야구 리그이며, 2000년에 창설되었다. 매 시즌 3월부터 시작하여 11월에 종료된다. 8개팀이 레귤러 시즌 56경기를 치르고 상위 1,2위팀은 파이날 시리즈에 진출 하는데 5번 경기를 통해 우승팀을 결정한다. 리그 첫 우승팀은 Marousi 2004이다.
최다 우승팀은 6번 우승을 차지한 Spartakos Glyfadas 이나 2014년 해체되고 일부 선수들은 2014년에 창단된 Panathinaikos B.C.로 흡수되었다.
그리스 아테네의 엘레니콘(Hellenikon) 야구장에서 리그 모든 경기가 진행된다.

## 출전팀
- Marousi 2004
- Panathinaikos B.C.
- Evryaly
- Aris Thessalonikis
- Milonas
- Olympiada
- Leaders Vouliagmenis
- Dias Patron

## 역대 우승팀
| 년   | 팀                 |
| ---- | ------------------ |
| 2000 | Marousi 2004       |
| 2001 | Marousi 2004       |
| 2002 | Marousi 2004       |
| 2003 | Marousi 2004       |
| 2004 | Spartakos Glyfadas |
| 2005 | Spartakos Glyfadas |
| 2006 | Spartakos Glyfadas |
| 2007 | Spartakos Glyfadas |
| 2008 | 개최되지 않음      |
| 2009 | Spartakos Glyfadas |
| 2010 | Panthers Patras    |
| 2011 | Marousi 2004       |
| 2012 | Spartakos Glyfadas |
| 2013 | Marousi 2004       |
| 2014 | Not held           |

## 같이 보기
- 유럽 야구 연맹
- 그리스 야구 국가대표팀